# Antonina Ordina
Antonina Ordina, geboren als Antonina Gennadjewna Ordina (russisch Антонина Геннадьевна Ордина, * 24. Januar 1962 in Narjan-Mar) ist eine ehemalige schwedische Skilangläuferin, die bis 1993 für Russland, davor für die Sowjetunion startete.

## Werdegang
Ordina debütierte im Dezember 1984 in Val di Sole im Weltcup und belegte dabei den zweiten Platz über 5 km. Es folgte ein fünfter Platz über 10 km und zum Saisonende der 13. Platz im Gesamtweltcup. In der Saison 1986/87 kam sie im Weltcupeinzel fünfmal unter die ersten Zehn. Dabei errang sie in Lahti den dritten Platz über 5 km Freistil. Zudem siegte sie dort mit der Staffel. Bei den nordischen Skiweltmeisterschaften 1987 in Oberstdorf holte sie mit der sowjetischen Staffel die Goldmedaille und belegte den neunten Rang über 20 km Freistil. Die Saison beendete sie auf dem 11. Platz im Gesamtweltcup. In der folgenden Saison wurde sie bei drei Weltcupstarts zweimal Dritter und einmal Zehnter und erreichte damit zum Saisonende den 14. Platz im Gesamtweltcup. Bis zum Ende der Saison 1992/93 startete sie für Russland, in der nächsten Saison wechselte sie zum schwedischen Verband. Ihren ersten internationalen Auftritt nach dem Verbandswechsel hatte sie bei den Olympischen Winterspielen 1994 in Lillehammer. Dort waren der siebte Platz über 15 km Freistil und der sechste Rang mit der Staffel ihre besten Resultate. Im Weltcupeinzel errang sie zudem drei Platzierungen unter die ersten Zehn. Beim Weltcup in Falun wurde sie Dritte mit der Staffel. Zum Saisonende belegte sie den 14. Platz im Gesamtweltcup. Ebenfalls im Jahr 1994 gewann sie den Kangaroo Hoppet. In der folgenden Saison kam sie im Weltcupeinzel fünfmal unter die ersten Zehn und erreichte damit den 12. Platz im Gesamtweltcup. Beim Saisonhöhepunkt den nordischen Skiweltmeisterschaften 1995 in Thunder Bay gewann sie mit der Staffel und über 30 km Freistil jeweils die Bronzemedaille. Zudem errang sie den 14. Platz über 15 km klassisch, den zehnten Platz über 5 km klassisch und den sechsten Platz im Verfolgungsrennen. Beim folgenden Weltcup in Sapporo wurde sie Dritte mit der Staffel. Außerdem siegte sie in der Saison 1994/95 zweimal im Continental-Cup. Nachdem sie in der Saison 1995/96 pausierte, war in der Saison 1996/97 der vierte Platz in Falun über 5 km Freistil ihr bestes Saisonergebnis im Weltcup. Ihre besten Resultate bei den nordischen Skiweltmeisterschaften 1997 in Trondheim waren der achte Platz im Verfolgungsrennen und der siebte Rang über 5 km klassisch. Die Saison beendete sie auf dem 16. Platz im Gesamtweltcup. In der Saison 1997/98 erreichte sie im Weltcupeinzel drei Top-Zehn-Ergebnisse und belegte abschließend den 16. Rang im Gesamtweltcup. Ihre besten Ergebnisse beim Saisonhöhepunkt den Olympischen Winterspielen 1998 in Nagano waren der 11. Platz über 30 km Freistil und der achte Rang mit der Staffel. Nach Platz sieben zu Beginn der folgenden Saison in Muonio über 5 km Freistil, wurde sie in Toblach Zweite über 5 km Freistil und Dritte beim anschließenden Verfolgungsrennen. Es folgte beim Weltcup in Otepää ein zweiter Platz über 10 km klassisch. Bei den nordischen Skiweltmeisterschaften 1999 in Ramsau am Dachstein belegte sie den 13. Platz über 5 km klassisch, den neunten Rang über 15 km Freistil und den siebten Platz im Verfolgungsrennen. Die Saison beendete sie auf dem 16. Platz im Langdistanzweltcup, auf dem zehnten Rang im Sprintweltcup und auf dem siebten Platz im Gesamtweltcup. In der Saison 1999/2000 kam sie zehnmal in die Punkteränge. Ihre beste Platzierung dabei war der sechste Platz über 10 km Freistil in Sappada. In der folgenden Saison startete sie im Marathon-Cup. Dabei belegte sie den zweiten Platz beim American Birkebeiner und den dritten Platz beim Wasalauf. Zudem siegte sie beim Finlandia-hiihto und gewann damit die Gesamtwertung des Marathoncups. Auch in ihrer letzten aktiven Saison 2001/02 nahm sie an Wettbewerben des Marathon Cups teil. Sie errang dabei jeweils den zweiten Platz beim Marcialonga und beim Tartu Maraton und den dritten Platz beim Wasalauf. Im Februar 2002 siegte sie beim Transjurassienne und gewann wie im Vorjahr die Gesamtwertung.
Ordina wurde 23-mal schwedische Meisterin, davon 22 Einzeltitel. Sie siegte viermal über 5 km (1994, 1998–2000), einmal über 10 km (1994), viermal über 15 km (1995, 1998–2000), siebenmal über 30 km (1993–1995, 1998–2001), sechsmal in der Verfolgung (1994, 1995, 1997–2000) und einmal mit der Staffel (1995) von Skellefteå SK. Bereits 1988 war sie UdSSR-Meisterin über 30 km geworden.
Nach einem Studium der Rechtswissenschaften arbeitete Ordina schon in Russland als Polizistin, nach ihrer Aktivenkarriere im Jahre 2002 schloss sie eine weitere Ausbildung bei der schwedischen Polizei ab und ist bei der Grenzpolizei in Karlstad beschäftigt. Sie ist mit ihrem früheren Trainer Leonid Kusmin verheiratet und hat eine Tochter.

## Erfolge

### Siege bei Continental-Cup-Rennen
| Nr. | Datum            | Ort         | Disziplin      | Serie           |
| --- | ---------------- | ----------- | -------------- | --------------- |
| 1.  | 26. Februar 1995 | Bergeforsen | 5 km klassisch | Continental-Cup |
| 2.  | 29. März 1995    | Piteå       | 5 km klassisch | Continental-Cup |
| 3.  | 1. Dezember 1996 | Luleå       | 5 km klassisch | Continental-Cup |

### Siege bei Worldloppet-Cup-Rennen
Anmerkung: Vor der Saison 2015/16 hieß der Worldloppet Cup noch Marathon Cup.
| Nr. | Datum            | Ort     | Rennen           | Disziplin                   |
| --- | ---------------- | ------- | ---------------- | --------------------------- |
| 1.  | 10. Februar 2001 | Lahti   | Finlandia-hiihto | 52 km klassisch Massenstart |
| 2.  | 17. Februar 2002 | Lamoura | Transjurassienne | 46 km Freistil Massenstart  |

### Sonstige Siege bei Skimarathon-Rennen
- 1994 Kangaroo Hoppet 42 km Freistil

## Teilnahmen an Weltmeisterschaften und Olympischen Winterspielen

### Olympische Spiele
- 1994 Lillehammer: 6. Platz Staffel, 7. Platz 15 km Freistil, 9. Platz 10 km Verfolgung, 9. Platz 30 km klassisch, 10. Platz 5 km klassisch, 11. Platz 5 km klassisch
- 1998 Nagano: 8. Platz Staffel, 11. Platz 30 km Freistil, 19. Platz 15 km klassisch, 19. Platz 10 km Verfolgung, 24. Platz 5 km klassisch

### Nordische Skiweltmeisterschaften
- 1987 Oberstdorf: 1. Platz Staffel, 9. Platz 20 km Freistil
- 1995 Thunder Bay: 3. Platz 30 km Freistil, 3. Platz Staffel, 6. Platz 10 km Verfolgung, 10. Platz 5 km klassisch, 14. Platz 15 km klassisch
- 1997 Trondheim: 7. Platz 5 km klassisch, 8. Platz 10 km Verfolgung, 9. Platz Staffel, 18. Platz 30 km klassisch, 21. Platz 15 km Freistil
- 1999 Ramsau: 7. Platz 10 km Verfolgung, 9. Platz 15 km Freistil, 13. Platz 5 km klassisch

## Platzierungen im Weltcup

### Weltcup-Statistik
Die Tabelle zeigt die erreichten Platzierungen im Einzelnen.
- 1.–3. Platz: Anzahl der Podiumsplatzierungen
- Top 10: Anzahl der Platzierungen unter den ersten zehn
- Punkteränge: Anzahl der Platzierungen innerhalb der Punkteränge
- Starts: Anzahl gelaufener Rennen in der jeweiligen Disziplin
- Hinweis: Bei den Distanzrennen erfolgt die Einordnung gemäß FIS.

| Platzierung         | Distanzrennen a | Distanzrennen a | Distanzrennen a | Distanzrennen a | Distanzrennen a | Skiathlon Verfolgung | Sprint | Etappen- rennen b | Gesamt | Team c | Team c  |
| Platzierung         | ≤ 5 km          | ≤ 10 km         | ≤ 15 km         | ≤ 30 km         | > 30 km         | Skiathlon Verfolgung | Sprint | Etappen- rennen b | Gesamt | Sprint | Staffel |
| ------------------- | --------------- | --------------- | --------------- | --------------- | --------------- | -------------------- | ------ | ----------------- | ------ | ------ | ------- |
| 1. Platz            |                 |                 |                 |                 |                 |                      |        |                   |        |        | 2       |
| 2. Platz            | 2               | 1               |                 |                 |                 |                      |        |                   | 3      |        |         |
| 3. Platz            | 1               | 3               |                 | 1               |                 |                      |        |                   | 5      |        | 3       |
| Top 10              | 14              | 12              | 6               | 4               |                 | 4                    |        |                   | 40     |        | 14      |
| Punkteränge         | 24              | 23              | 16              | 10              |                 | 6                    | 3      |                   | 82     |        | 14      |
| Starts              | 28              | 25              | 16              | 10              |                 | 6                    | 4      |                   | 89     | 1      | 14      |
| Stand: Karriereende |                 |                 |                 |                 |                 |                      |        |                   |        |        |         |

### Weltcup-Gesamtplatzierungen
| Saison    | Gesamt | Gesamt | Langdistanz | Langdistanz | Sprint | Sprint |
| Saison    | Punkte | Platz  | Punkte      | Platz       | Punkte | Platz  |
| --------- | ------ | ------ | ----------- | ----------- | ------ | ------ |
| 1984/85   | 53     | 13.    | -           | -           | -      | -      |
| 1985/86   | 7      | 33.    | -           | -           | -      | -      |
| 1986/87   | 50     | 11.    | -           | -           | -      | -      |
| 1987/88   | 36     | 14.    | -           | -           | -      | -      |
| 1988/89   | 22     | 22.    | -           | -           | -      | -      |
| 1993/94   | 211    | 14.    | -           | -           | -      | -      |
| 1994/95   | 279    | 12.    | -           | -           | -      | -      |
| 1995/96   | -      | -      | -           | -           | -      | -      |
| 1996/97   | 192    | 16.    | 17          | 34.         | 107    | 17.    |
| 1997/98   | 184    | 16.    | 28          | 26.         | 156    | 13.    |
| 1998/99   | 430    | 10.    | 112         | 16.         | 282    | 7.     |
| 1999/2000 | 113    | 31.    | 18          | 29.         | 18     | 43.    |
| 2000/01   | 11     | 85.    | -           | -           | -      | -      |